# 발칸주

발칸주

발칸주(투르크멘어: Balkan welaýaty)는 투르크메니스탄 서부에 위치한 주로, 주도는 발카나바트이며 면적은 139,270km2, 인구는 553,500명(2005년 기준)이다. 우즈베키스탄과 카자흐스탄, 카스피해, 이란과 접하며 주요 도시로는 투르크멘바시가 있다.